# سيدار هيل
سيدار هيل (بالإنجليزية: Cedar Hill, Texas)‏ هي مدينة تقع في مقاطعة دالاس, مقاطعة إليس بولاية تكساس في شمال شرق الولايات المتحدة. تبلغ مساحة هذه المدينة 93 (كم²)، وترتفع عن سطح البحر 253 م، بلغ عدد سكانها 45028 نسمة في عام 2010 حسب إحصاء مكتب تعداد الولايات المتحدة .

## وصلات خارجية
- ci.CedarHill.TX.US
- The US50 - Cities and Towns in Texas State